# Радбод II (король Фризии)
Радбод II (з.-фриз. Radboud II, лат. Radbodus II; VIII век) — легендарный король Фризии второй половины VIII века.

## Биография
Наиболее ранние свидетельства о Радбоде II содержатся в труде историка XVI века Эггерика Бенинги «Фризская хроника». По свидетельству этого автора, Радбод II был младшим сыном короля Альдгисла II. Ещё ребёнком он был отослан отцом ко двору правителя данов, своего дяди по матери. Здесь Радбод приобрёл стойкое отвращение к христианству. Хроники описывают его как ярого язычника, в своей жестокости к христианам превзошедшего даже своего одноимённого предшественника. Эггерик Бенинга писал, что Радбод II, последний независимый правитель Фризского королевства, получил престол после смерти своего старшего брата Гондебальда в 749 году. Именно на Радбода II автор «Фризской хроники» возлагал ответственность за гибель в 754 году христианского миссионера святого Бонифация. В этом труде также утверждалось, что в 775 году подданные Радбода неудачно воевали против короля Франкского государства Карла Великого. Поддержав саксонского вождя Видукинда в войне с франками, фризы потерпели два поражения. Радбод был вынужден бежать к своим родичам данам, однако затем опять возвратился во Фризию, но уже как частное лицо. Здесь вместе с женой Амаррой он был крещён Адельбертом. Радбод, отец двух сыновей (Гондебальда и Гербранда), скончался в 792 году и был похоронен в монастыре в Эгмонде. Правление же Фризией по приказу Карла Великого было передано представителям местной знати, первым из которых был Магнус Фортеман.
Более поздние фризские историки, опираясь на данные франкских анналов, стали относить начало правления Радбода II к 760 году, то есть ко времени после убийства святого Бонифация. Они утверждали, что власть Радбода власть распространялась только на часть «Великой Фризии» (лат. Magna Frisia): земли к востоку от Лауэрса (современные провинции Гронинен и Восточная Фризия) и на Восточно-Фризские острова. По их мнению, вероятно, этот король действительно мог быть союзником Видукинда, однако его участие в Саксонских войнах должно относиться к середине 780-х годов. Когда же в 785 году Фризия была завоёвана франками, Радбод II лишился престола.
Хотя Эггерик Бенинга и другие фризские авторы Позднего Средневековья и Нового времени использовали в своих работах более ранние исторические источники, отсутствие упоминаний о Радбоде II в средневековых анналах позволяет современным исследователям ставить под сомнение приводимые ими свидетельства как о нём, так и о некоторых других правителях Фрисландии VII—VIII веков. Предполагается, что появление этого фризского монарха в средневековых хрониках могло быть следствием ошибки: франкский правитель по имени Карл, воевавший с Радбодом, был неправильно отождествлён хронистами с Карлом Великим, в то время как в действительности им был Карл Мартелл, противник короля Радбода, скончавшегося в 719 году.